# Lepisosteus
Lepisosteus ist eine Gattung von Knochenhechten, die in vier Arten in Nord- und Mittelamerika vorkommt.

## Merkmale
Von den Arten der Gattung Atractosteus unterscheiden sich die Lepisosteus-Arten durch nur eine Reihe vergrößerter Fangzähne entlang der Außenkiefer, während das Gaumenbein keine vergrößerten Zähne trägt. Die Kiemenreusen sind kleiner und birnenförmig, mit nur 14 bis 33 Strahlen am ersten Kiemenbogen. Der Körperbau ist schlanker als bei Atractosteus und die Schnauze deutlich verlängert. Auf Rücken-, Schwanz- und Afterflosse weisen sie Flecken auf.

## Systematik und Evolution
Es sind vier rezente Arten der Gattung bekannt:
- Gefleckter Knochenhecht (Lepisosteus oculatus)
- Gemeiner Knochenhecht  (Lepisosteus osseus)
- Kurzschnauzen-Knochenhecht (Lepisosteus platostomus)
- Florida-Knochenhecht (Lepisosteus platyrhincus)